# Đại Công báo
Đại Công báo (giản thể: 大公报; phồn thể: 大公報; bính âm: Dàgōng Bào; trong tiếng Anh thường gọi là Ta Kung Pao theo phiên âm tiếng Quảng Đông, trước từng gọi là L'Impartial) là tờ báo tiếng Trung hoạt động lâu đời nhất tại Trung Quốc. Tờ báo có trụ sở tại Hồng Kông và được chính quyền Cộng hòa Nhân dân Trung Hoa hỗ trợ kể từ năm 1949. Tờ báo bao gồm các chủ đề về chính trị, kinh tế, văn hóa và được coi là tiếng nói của Đảng Cộng sản Trung Quốc tại Hồng Kông. Tháng 6 năm 2002, Đại Công báo đã kỉ niệm 100 năm hoạt động mặc dù có tin đồn rằng chính phủ Trung Quốc đã cắt hỗ trợ cho báo kể từ năm 1997 sau khi thu hồi chủ quyền Hồng Kông.

## Lịch sử
Anh Liễm Chi (英斂之) đã thành lập báo tại Thiên Tân, Trung Quốc vào ngày 17 tháng 6 năm 1902 trong một nỗ lực mà theo ông là, "giúp Trung Quốc trở thành một đất nước hiện đại và dân chủ". Tương phản với phong cách biên tập hiện nay, tờ báo lúc đó đưa ra khẩu hiệu Tứ bất chủ nghĩa" (四不主義), từ "bất" có nghĩa là hứa không phục vụ cho bất kỳ đảng phái, chính phủ, công ty thương mại hay cá nhân nào.
Tờ báo đã dũng cảm đương đầu với sự trấn áp lúc bấy giờ, công khai phê phán Từ Hy Thái Hậu và các lãnh đạo bảo thủ tại Trung Quốc vào đầu nhưng năm 1900, thúc đẩy cải cách dân chủ, tiên phong trong việc sử dụng thổ ngữ (Bạch thoại). Độc giả của báo đã giảm sút sau khi cuộc Cách mạng Tân Hợi năm 1911 thành công và Vương Chí Long (王郅隆) đã mua lại báo vào năm 1916. Tuy nhiên, tờ báo đã đình bản vào năm 1925 do thiếu độc giả.Tuy nhiên, ngày 01 tháng 9 năm 1926, Ngô Đỉnh Xương (吴鼎昌), ông Hồ Chính Chi (胡政之), và Trương Qúy Loan (张季鸾) đã tái lập tờ báo ở Thiên Tân. Với phương châm "bất đảng, bất mại, bất tư, bất manh" (不党,不卖,不私,不盲) của tờ báo, nó lại được phổ biến một cách nhanh chóng một lần nữa vì các bài bình luận chính trị sắc sảo của mình, đặc biệt là khi Thế chiến II bắt đầu.
Khi chiến tranh nổ ra, các nhà báo đã trốn sang các thành phố khác, chẳng hạn như Thượng Hải, Hán Khẩu, Trùng Khánh, Quế Lâm và Hồng Kông, tiếp tục xuất bản, nhưng phiên bản địa phương đã bị dình lại khi Nhật Bản chiếm được nhiều vùng lãnh thổ hơn. Sau khi chiến tranh kết thúc, Vườn Vân Sinh (王芸生), tổng biên tập đã lại tiếp tục thành lập các ấn bản Thượng Hải vào ngày 1 Tháng 11 năm 1945, trong khổ nguyên bản và phong cách của các ấn bản cũ của Thượng Hải. Họ cũng đã lên kế hoạch ra phiên bản cho các thành phố khác, bao gồm cả Quảng Châu, nhưng Nội chiến Trung Quốc đã buộc phải hoãn lại. Tuy nhiên, tháng 3 năm 1948, phiên bản Hồng Kông đã được tái phát hành. Là một tờ báo lớn trong thời kỳ Trung Hoa Dân Quốc, báo vẫn tiếp tục có ảnh hưởng sau khi tái phát hành tại Hồng Kông sau năm 1949, là một trong số ít các tờ báo vẫn còn tồn tại sau các cuộc xâm lược của nước ngoài và nội chiến.
Trụ sở chính của Đại Công báo nằm trên Đường Hennessy, Loan Tử, Hồng Kông, cùng nhiều văn phòng ở Trung Quốc đại lục, chẳng hạn như ở Bắc Kinh, Thượng Hải, Thiên Tân, Nội Mông Cổ và Quảng Châu. Đây là một trong những tờ báo tiếng Trung đã có trang mạng sớm nhất ở địa chỉ "TaKungPao.com" vào năm 1995.